# Weltmeisterschaften im Modernen Fünfkampf 2003
Die Weltmeisterschaften im Modernen Fünfkampf 2003 fanden bei den Herren und Damen vom 15. bis 20. Juli in Pesaro, Italien, statt.

## Herren

### Einzel
| Platz | Land        | Sportler        |
| ----- | ----------- | --------------- |
| 1     | Deutschland | Eric Walther    |
| 2     | Schweden    | Erik Johansson  |
| 3     | Tschechien  | Michal Michalík |

### Mannschaft
| Platz | Land        | Sportler                                       |
| ----- | ----------- | ---------------------------------------------- |
| 1     | Ungarn      | Gábor Balogh Viktor Horváth Ákos Kállai        |
| 2     | Deutschland | Eric Walther Steffen Gebhardt Sebastian Dietz  |
| 3     | Tschechien  | Michal Sedlecký Michal Michalík Libor Capalini |

### Staffel
| Platz | Land     | Sportler                                            |
| ----- | -------- | --------------------------------------------------- |
| 1     | Ungarn   | Gábor Balogh Viktor Horváth Ákos Kállai             |
| 2     | Russland | Dmitri Galkin Rustem Sabirchusin Alexei Sawikow     |
| 3     | Belarus  | Alexander Bysow Dsmitryj Meljach Michail Prokopenko |

## Damen

### Einzel
| Platz | Land                   | Sportlerin        |
| ----- | ---------------------- | ----------------- |
| 1     | Ungarn                 | Zsuzsanna Vörös   |
| 2     | Russland               | Olesja Welitschko |
| 3     | Vereinigtes Königreich | Kate Allenby      |

### Mannschaft
| Platz | Land                   | Sportlerinnen                                      |
| ----- | ---------------------- | -------------------------------------------------- |
| 1     | Vereinigtes Königreich | Kate Allenby Sian Lewis Georgina Harland           |
| 2     | Russland               | Marina Kolonina Tatjana Muratowa Olesja Welitschko |
| 3     | Ungarn                 | Csilla Füri Zsuzsanna Vörös Bea Simóka             |

### Staffel
| Platz | Land       | Sportlerinnen                                           |
| ----- | ---------- | ------------------------------------------------------- |
| 1     | Ungarn     | Csilla Füri Zsuzsanna Vörös Bea Simóka                  |
| 2     | Russland   | Marina Kolonina Olesja Welitschko Wiktorija Saborowa    |
| 3     | Tschechien | Lucie Grolichková Alexandra Kalinovská Olga Voženílková |

## Medaillenspiegel
| Platz | Land                   | Goldmedaille | Silbermedaille | Bronzemedaille |
| 1     | Ungarn                 | 4            | –              | 1              |
| 2     | Deutschland            | 1            | 1              | –              |
| 3     | Vereinigtes Königreich | 1            | –              | 1              |
| 4     | Russland               | –            | 4              | –              |
| 5     | Schweden               | –            | 1              | –              |
| 6     | Tschechien             | –            | –              | 3              |
| 7     | Belarus                | –            | –              | 1              |